# Глазирін Володимир Львович
Володимир Львович Глазирін (24 лютого 1940, м. Свердловськ, нині Єкатеринбург, РФ) — український архітектор, художник. Член Національної спілки архітекторів України (1965). Заслужений архітектор України (1998). Народний архітектор України (2009). Кандидат архітектури (1999), професор (2001). Дійсний член Української академії архітектури (2003). Кавалер ордену «За заслуги» III (2013) та II (2020) ступеня.

## Життєпис
Народився 24 лютого 1940 р. у Свердловську.
Закінчив Уральський політехнічний університет (м. Свердловськ) за спеціальністю «Архітектура» (1963).
Працював керівником архітектурно-конструкторскої майстерні (1962—1972) та головним архітектором (1985—1989) Інституту «Челябінськцивілпроєкт».
Головний ахітектор міста Челябінськ (1972—1985) та міста Одеса (1989—2004).
Член Комітету із Державної премії України в галузі архітектури, член містобудівної ради при головному архітекторі Одеси
Директор ТОВ «Проєктна група» і головний архітектор студії «Архітектура і дизайн» (2004).
Професор кафедри архітектури та містобудування Одеської академії будівництва і архітектури.
Автор досліджень з питань архітектури.
Учасник понад 40 художніх та архітектурних виставок, у тому числі 12 персональних.

## Проєкти
Автор понад восьмидесяти архітектурних та містобудівних проєктів. Серед них: театри драми у містах Магнітогорськ (1963—1967), Златоуст (1965—1968), Челябінськ (1973—1983, Державна премія РФ). У Челябінську — житлові райони у південно-західній частині міста (1973—1983) та на Комсомольському проспекті (1974—1980), Палац піонерів і школярів (1973—1977), Палац одружень (1973—1978), проєкт центру міста та пам'ятник академіку І. Курчатову (обидва — 1986); проєкт фундації Міжнародної академії архітектури (Флорида, США; 1993, 1-а премія).
Проєкти, що реалізовані в Одесі: відновлення історичного центру міста (1990, 1-а премія всесоюзного конкурсу), молитовний будинок християн-євангелістів (1992—1997), школа реабілітації дітей-інвалідів (1993—1998), церква святої Тетяни та ректорат Одеської юридичної академії (2001—2004); проєкти відновлення Спасо-Преображенського кафедрального собору (2000), житлового комплексу «Срібні хмари» на вул. Ґенуезька, № 1; старообрядницької церкви у Лузанівці (усі — 2004).
Розробив близько тридцяти проєктів на створення монументальних скульптурних композицій, двадцять з яких встановлені в Одесі, зокрема пам′ятники Й. Дерибасу на вулиці Дерібасовській (1994), О. Пушкіну (1999), Л. Утьосову (2000), С. Уточкіну (2001), дружині моряка, Б. Хмельницькому (обидва — 2002), В. Холодній (2003), «Апельсину, який врятував Одесу» (2004); монументи — заснування міста «Золоте дитя» (1985; співавт. скульптор Ернст Неізвєстний), Голокосту (2004; співавт. Зураб Церетелі).

## Нагороди та відзнаки
- 1980 — премія Ленінського комсомолу;
- 1992 — Державна премія Росії;
- 2003 — премія «Свята Софія»;
- 2004 — премія Європейського інтерклубу «Будинок Дерибаса» (Берлін);
- 2005 — почесний знак одеського міського голови «За заслуги перед містом»;
- 2013 — орден «За заслуги» III ступеня;
- 2020 — орден «За заслуги» II ступеня.